# WASP-12b
WASP-12b este o exoplanetă de tip Jupiter fierbinte care orbitează steaua WASP-12. A fost descoperită în aprilie 2008, de către sondajul de tranzit planetar SuperWASP. Planetei îi ia doar puțin mai mult de o zi pământească pentru a orbita steaua sa, spre deosebire de aproximativ 365,25 de zile pentru ca Pământul să orbiteze Soarele. Distanța sa de stea (aproximativ 3,5 milioane de kilometri sau 0,023 UA) este de doar {\displaystyle \textstyle {\frac {1}{43}}} din distanța Pământului față de Soare, având o excentricitate similară cu cea a lui Jupiter. Ca urmare, are una dintre cele mai mici densități pentru exoplanete, fiind umflată de fluxul de energie de la stea. Pe 3 decembrie 2013, oamenii de știință care lucrau cu Telescopul Spațial Hubble (HST) au raportat detectarea vaporilor de apă în atmosfera exoplanetei. În iulie 2014, NASA a anunțat descoperirea atmosferei extrem de uscate a trei exoplanete (HD 189733b, HD 209458b, WASP-12b) care orbitează stele similare Soarelui.
În septembrie 2017, cercetătorii care lucrau la Telescopul Spațial Hubble (HST) au anunțat că WASP-12b reflectă doar 6% din lumina care ajunge pe suprafața sa. Ca urmare, exoplaneta a fost descrisă ca fiind "neagră ca smoala" și "aproape complet neagră".

## Caracteristici

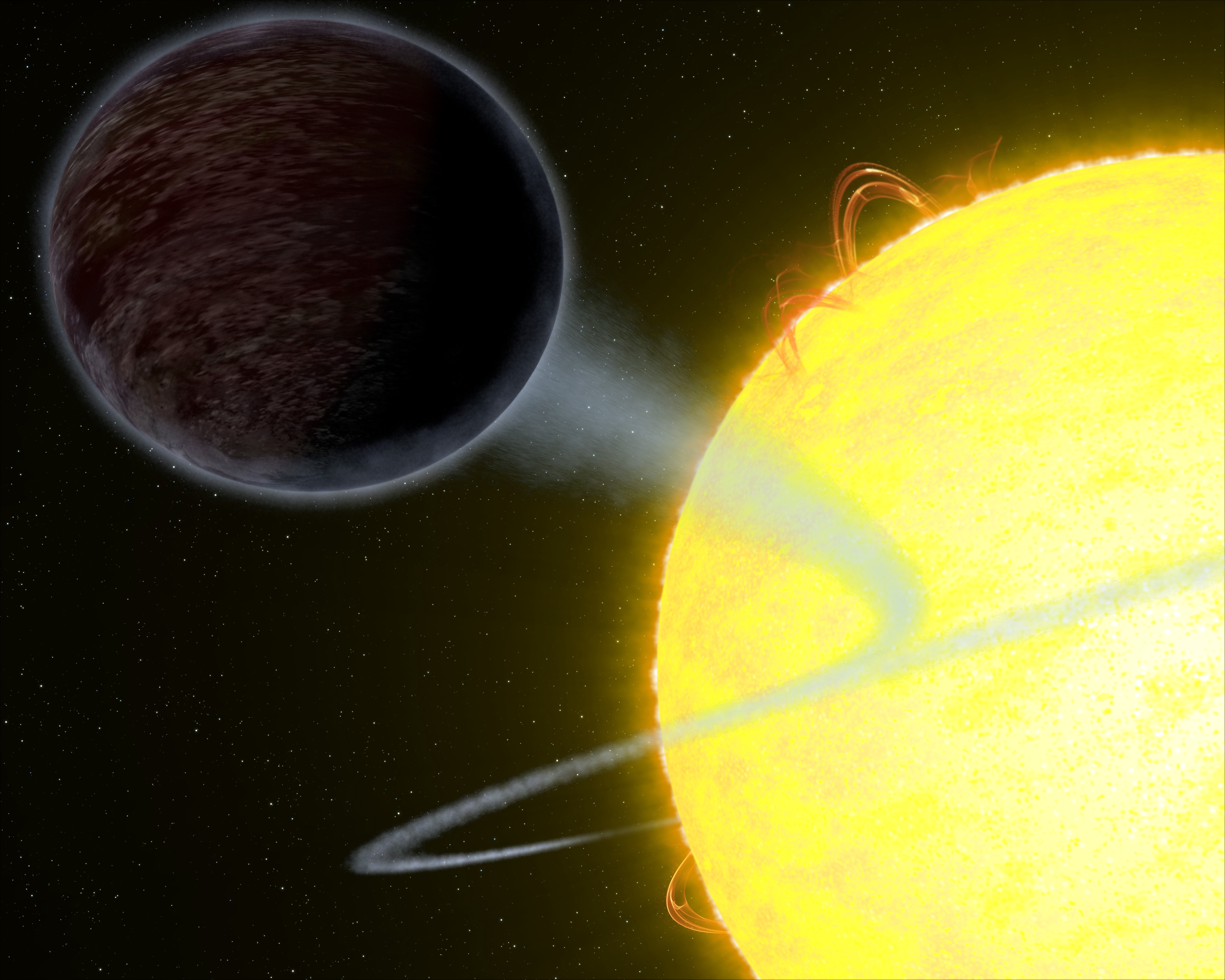
Reprezentare artistică a atmosferei lui WASP-12b care este smulsă gravitațional de către steaua sa gazdă.

Deoarece exoplanetele de tip Jupiter fierbinte se află în rotație sincronă (adică aceeași parte este îndreptată mereu spre steaua gazdă, similar cu modul în care aceeași parte a Lunii este mereu îndreptată spre Pământ), există un transfer termic semnificativ de la partea puternic iradiată luminată către partea întunecată mai rece. Se crede că acest fenomen provoacă apariția unor vânturi puternice care străbat atmosfera planetei.
Taylor Bell și Nicolas Cowan au subliniat că hidrogenul va tinde să fie ionizat pe partea luminată a planetei. Odată transportat pe partea mai rece prin intermediul vânturilor, acesta va tinde să se recombine în atomi neutri, favorizând astfel transportul de căldură.
Planeta este atât de apropiată de steaua sa, încât forțele sale mareice o distorsionează într-o formă de ou și îi smulg atmosfera cu o rată de aproximativ 10 -7 MJ (aproximativ 189 de cvadrilioane de tone) pe an. Așa-numita „încălzire prin maree” și proximitatea planetei de steaua sa se combină pentru a duce temperatura suprafeței la peste 2.500 K (2.200 °C).
Pe 20 mai 2010, Telescopul Spațial Hubble a observat WASP-12b în curs de "înghițire" de către steaua sa. Oamenii de știință știau deja că stelele pot consuma planete, dar aceasta a fost prima dată când un astfel de eveniment a fost observat cu o asemenea claritate. NASA a estimat că planetei îi mai rămân aproximativ 10 milioane de ani de existență.
Telescopul Spațial Hubble a observat planeta utilizând spectrograful său Cosmic Origins Spectrometer (COS). Observațiile au confirmat predicțiile publicate în revista Nature în februarie 2009 de Shu-lin Li de la Universitatea din Beijing. Atmosfera planetei s-a umflat, devenind de aproape trei ori mai mare decât raza lui Jupiter, în timp ce planeta în sine are cu 40% mai multă masă decât Jupiter.

## Orbită
Un studiu din 2012, utilizând efectul Rossiter–McLaughlin, a stabilit că orbita lui WASP-12b este puternic nealiniată cu planul ecuatorial al stelei sale, cu un unghi de 59 +15
−20 °.
Un studiu din 2019 a constatat că intervalul de timp dintre două tranzite a scăzut cu 29 ± 2 milisecunde/an de la descoperirea sa din 2008. Valoarea a fost actualizată în 2020 la 32,53 ± 1,62 milisecunde/an, oferindu-i lui WASP-12b o durată de viață estimată de 2,90 ± 0,14 milioane de ani. Studiul a concluzionat că orbita lui WASP-12b se degradează ca urmare a interacțiunilor mareice dintre planetă și steaua gazdă WASP-12. Din cauza acestei degradări, perioada orbitală se va scurta, iar planeta se va apropia de steaua gazdă, până când va fi înghițită de aceasta. Degradarea este semnificativ mai rapidă decât cea a lui WASP-19b, care nu prezintă o degradare observabilă cu datele actuale. În 2022, rata de degradare a fost rafinată la 29,81 ± 0,94 milisecunde/an, ceea ce corespunde unei durate de viață estimate de 3,16 ± 0,10 milioane de ani.

### Conținut de carbon
Dovezile prezentate într-un studiu din 2010 indică faptul că WASP-12b are un raport carbon-oxigen semnificativ mai mare decât cel al Soarelui, sugerând că este un gigant gazos bogat în carbon. Raportul C/O compatibil cu observațiile este de aproximativ 1, în timp ce valoarea solară este de 0,54. Rapoartele C/O sugerează că planetele bogate în carbon s-ar fi putut forma în acest sistem stelar. Unul dintre cercetătorii implicați în acest studiu a declarat: „Cu mai mult carbon decât oxigen, s-ar putea forma roci de carbon pur, cum ar fi diamantul sau grafitul”. 
Studiul publicat afirmă: „Deși planete gigantice bogate în carbon precum WASP-12b nu au mai fost observate până acum, teoria prezice o multitudine de compoziții pentru planetele solide dominate de carbon. Planetele de dimensiuni terestre formate din carbon, de exemplu, ar putea avea interioare de grafit sau diamant, spre deosebire de compoziția de silicați a Pământului.” Aceste remarci au stârnit interesul mass-mediei, care a preluat povestea, unii numind chiar WASP-12b „planeta diamant”.
 

Conținutul de carbon al planetei se află în atmosfera sa, sub formă de monoxid de carbon și metan. Studiul a fost publicat în revista Nature. 

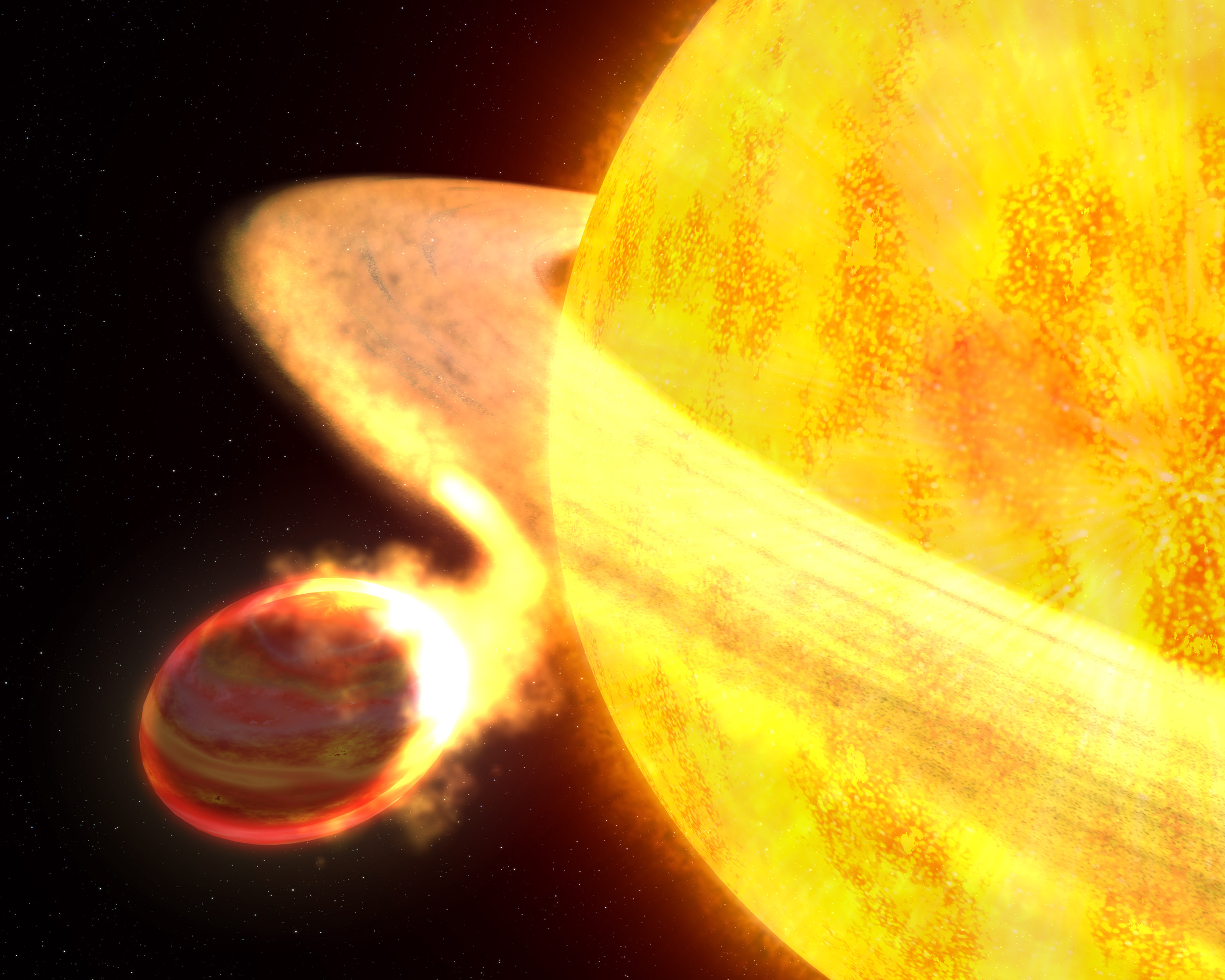
Planeta WASP-12b și steaua sa gazdă, WASP-12 (imagine artistică).
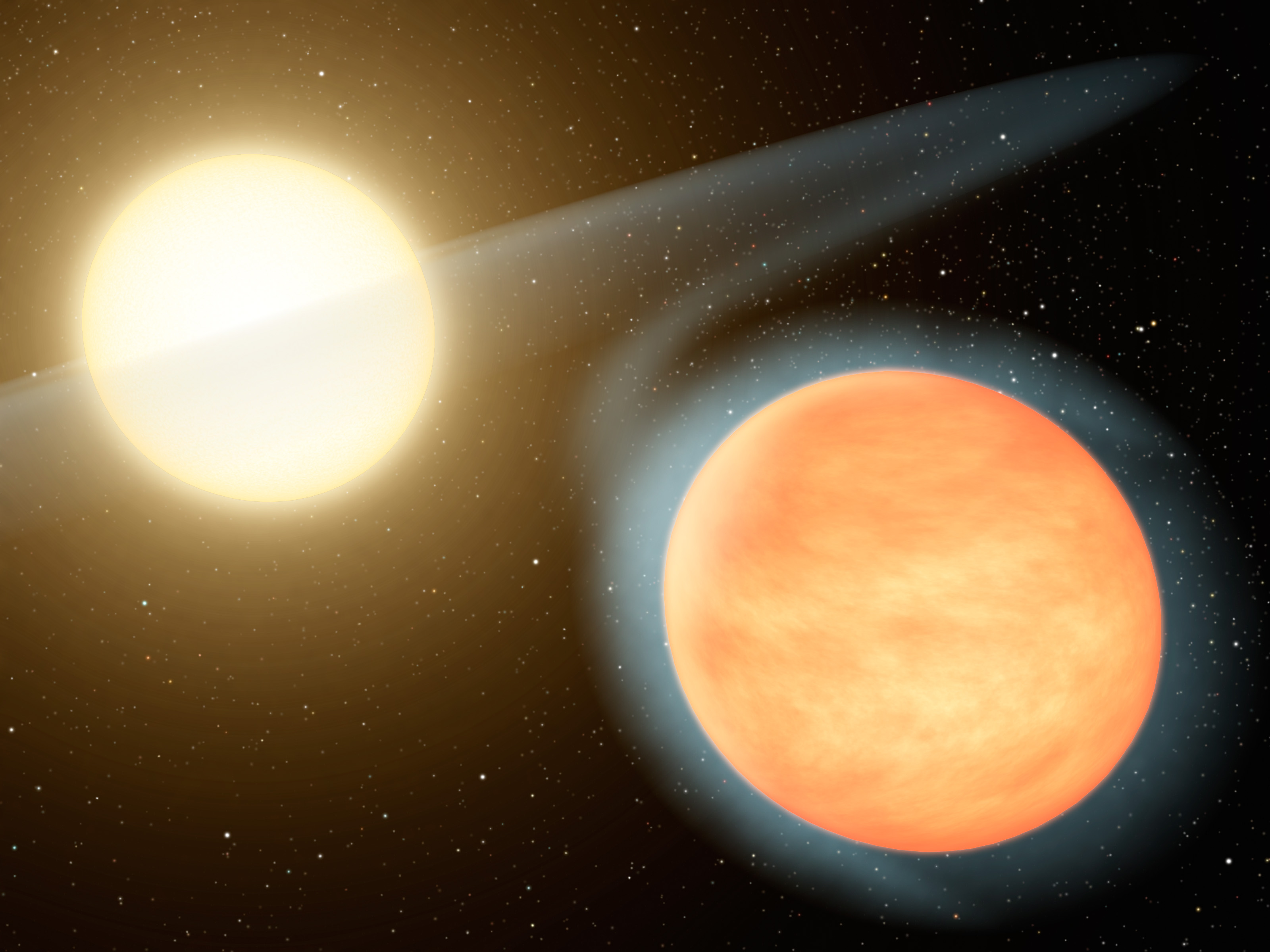
Planeta fierbinte și bogată în carbon WASP-12b alături de steaua sa gazdă. (Culoarea exoplanetelor era necunoscută la momentul realizării acestei imagini artistice).
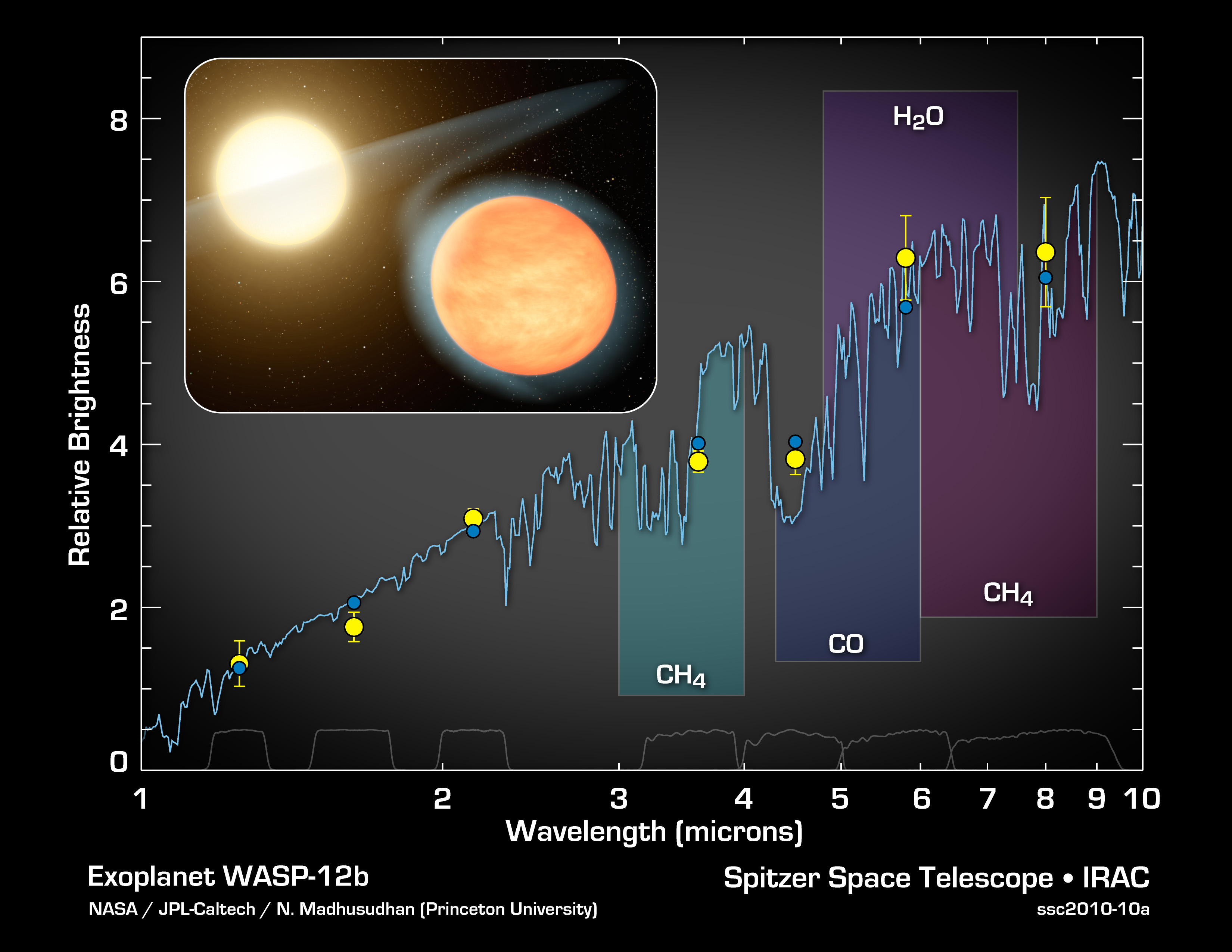
Planeta WASP-12b și steaua sa gazdă, WASP-12. Spectrul infraroșu (IR) dezvăluie prezența diferitelor molecule chimice.
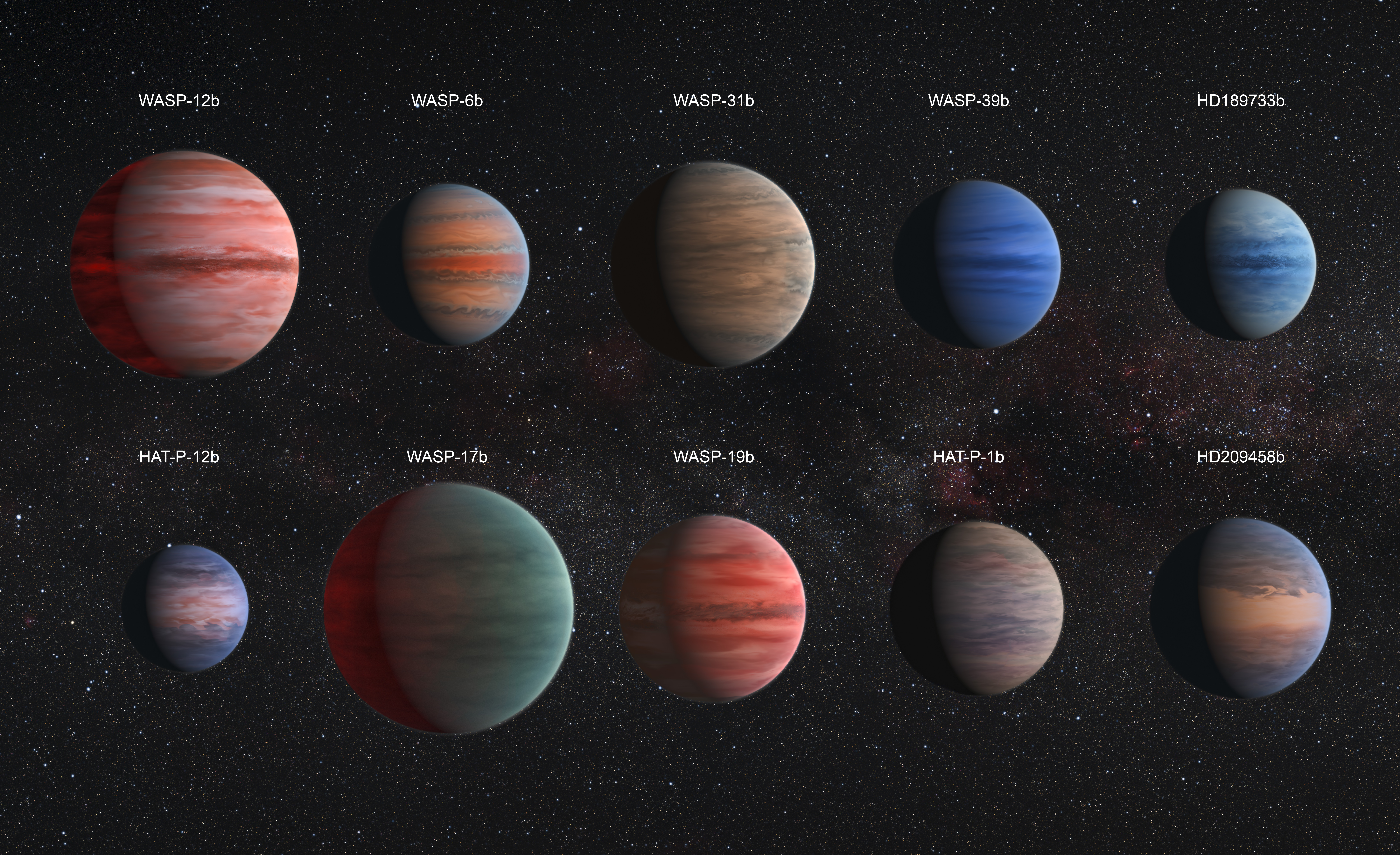
Comparație între exoplanete de tip „Jupiter fierbinte” - de la stânga sus la dreapta jos: WASP-12b, WASP-6b, WASP-31b, WASP-39b, HD 189733b, HAT-P-12b, WASP-17b, WASP-19b, HAT-P-1b și HD 209458b.

## Satelit candidat
Astronomii ruși care studiază curba de variație a strălucirii planetei au observat o variație regulată a luminii care ar putea proveni din torul de plasmă ce înconjoară cel puțin o exolună pe orbită în jurul WASP-12b. Acest lucru este neașteptat, deoarece planetele de tip Jupiter fierbinte sunt considerate a-și pierde lunile mari în intervale de timp scurte din punct de vedere geologic. Satelitul în cauză ar putea fi, în schimb, un corp troian.